# Kari Alitalo

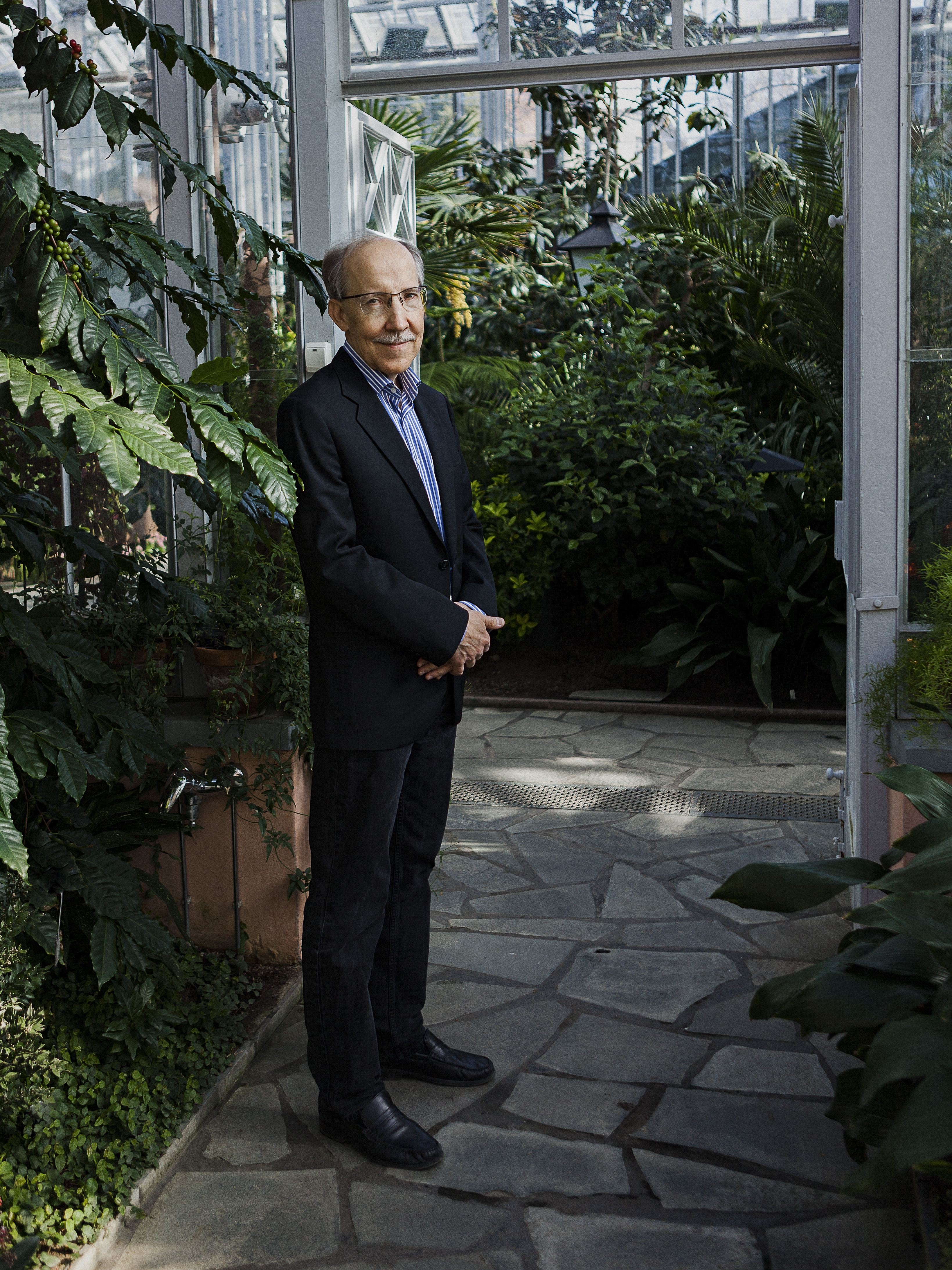
Kari Alitalo 2014

Kari Kustaa Alitalo (* 21. Mai 1952 in Kuopio) ist ein finnischer Molekularbiologe und Krebsforscher. Er ist vor allem für seine Arbeiten zu Angiogenese und ihren Wachstumsfaktoren bekannt.

## Leben
Alitalo erwarb an der Universität Helsinki 1977 den M.D. als Abschluss des Medizinstudiums und 1980 bei Antti Vaheri einen M.Sc.D. (vergleichbar einem Ph.D.) mit einer Arbeit zur Tumorbiologie. Als Postdoktorand arbeitete er unter anderem in San Francisco bei den späteren Nobelpreisträgern John Michael Bishop und Harold Elliot Varmus. Alitalo erhielt 1986 eine Professur an der Universität Turku, 1987 eine Forschungsprofessur am Finnischen Krebsinstitut und 1988 eine Professur an der Universität Helsinki.
Seit 1993 ist Alitalo Professor an der Akademie von Finnland, seit 1999 Leiter der Forschungsprogramms für molekulare Krebs-Biologie an der Universität Helsinki.
Von 2001 bis 2011 war er Direktor des Centre of Excellence in Cancer Biology der Finnischen Akademie der Wissenschaften. Seit 2013 leitet er zusätzlich das Wihuri-Forschungsinstitut.

## Wirken
Alitalo und Mitarbeiter untersuchen vaskuläre (auf Gefäße bezogene) Wachstumsfaktoren insbesondere mit Hinblick auf die Entwicklung von Therapiemöglichkeiten bei Krebs und Herz-Kreislauf-Erkrankungen, aber auch bei anderen Krankheiten wie Diabetes mellitus, Psoriasis oder Rheuma, und bei physiologischen Zuständen wie Wundheilung oder Menstruation oder während der Embryogenese.
Wichtigstes Ziel der Forschungen Alitalos ist die Aufklärung der Mechanismen von Krebserkrankungen und die Entwicklung von Arzneistoffen, die die Abhängigkeit des Tumorgewebes vom umgebenden gesunden Gewebe ausnutzen. Seine Untersuchungen zu Mechanismen von Krebsentstehung und -wachstum auf molekularer Ebene haben zu zahlreichen neuen Erkenntnissen über vaskuläre Wachstumsfaktoren geführt. Von fünf bekannten vaskulären Wachstumsfaktoren wurden drei von Alitalo und Mitarbeitern identifiziert (VEGF-C, VEGF-B, Ang-1), dazu die VEGF-Rezeptoren VEGFR-3 und Tie-1 und die Tyrosinkinase Bmx. Alitalo konnte die Bedeutung der Faktoren und ihrer Rezeptoren für die Metastasierung von Krebserkrankungen zeigen. Mittels Untersuchungen an transgenen Mäusen konnten Alitalo und Mitarbeiter zeigen, dass VEGFR-3 in gelöster Form die Bildung von Lymphgefäßen und damit die Ausbreitung metastasierender Tumoren vermindern kann. Neben der Krebsbehandlung liegen andere mögliche Anwendungen dieser Erkenntnisse in der Behandlung von funktionellen Störungen des Lymphsystems oder von Herz-Kreislauf-Erkrankungen.
Alitalo hat mehr als 700 wissenschaftliche Publikationen, darunter mehr als 120 systematische Übersichtsarbeiten veröffentlicht, zum Teil in renommierten Zeitschriften wie Nature oder Nature Medicine. Seine Arbeiten wurden über 92.000-mal zitiert (Stand 2022). Er hat einen h-Index von 168 (Stand Dezember 2023). Von 1996 bis 2007 war er der zweitmeistzitierte europäische Autor auf dem Gebiet der Zellbiologie. Er hält 46 Patente. Alitalo gehört zu den Herausgebern mehrerer wissenschaftlicher Fachzeitschriften wie EMBO Molecular Medicine oder Journal of Clinical Investigation. Für Nature, Cell oder Science war er als Peer-Reviewer tätig.

## Auszeichnungen (Auswahl)
- 1990 Mitglied der European Molecular Biology Organization (EMBO)
- 1991 Mitglied der Finnischen Akademie der Wissenschaften
- 2003 Léopold-Griffuel-Preis[2]
- 2005 Eric K. Fernströms priser[3]
- 2006 Louis-Jeantet-Preis[4]
- 2009 InBev-Baillet Latour Health Prize
- 2011 Mitglied der Academia Europaea[5]
- 2012 Mitglied der Königlich Schwedischen Akademie der Wissenschaften
- 2013 Mitglied der National Academy of Sciences[6]
- 2013 Finnischer Wissenschaftspreis[7]
- 2014 A.H.-Heineken-Preis für Medizin[8]
- 2015 Jacob-Henle-Medaille
- 2019 Internationaler Antonio-Feltrinelli-Preis
- 2023 Finnischer Akademiker der Wissenschaft